# Patrice Chairoff
Pour les articles homonymes, voir Calzi.
Patrice Chairoff, nom de plume de Dominique Yvan Calzi, est un journaliste français né à Marseille le 5 septembre 1944.

## Biographie
Dominique Calzi a milité au Parti prolétarien national-socialiste, groupe néonazi dirigé par Jean-Claude Monet (petit neveu du peintre Claude Monet), avant d'en être exclu,. Interdit de séjour en Suisse, il a mené des enquêtes qui ont abouti à des publications sur Les barbouzes et sur l'extrême-droite dans le monde, au terme d'une enquête d'une dizaine d'années menée à partir de la fin des années 1960 [réf. nécessaire] .
Il a été condamné 13 fois pour escroquerie depuis 1968, il a organisé l'arnaque de la fausse société Intercontinental World Sales qui spolia des milliers de personnes. Arrêté en avril 1990 chez l'avocate de gauche Corinne Le Saint, il sera condamné à deux ans de prison.
Dans les années 1970, après avoir quitté le service d'action civique à la fin de l'année 1971, il est à l'origine de la publication dans Libération d'un plan, présenté comme émanant du SAC, relatif à un projet d’internement de militants de gauche dans des stades. Ce document est attribué au marseillais Gérard Kappé, un lieutenant de Charles Pasqua qui affirme qu'il s'agit d'un faux.

## Publications
- Dossier B… comme Barbouzes, Une France parallèle celle des basses-œuvres du pouvoir, Éditions Alain Moreau, Paris, 1975.
- Dossier néonazisme, Préface de Beate Klarsfeld, Éditions Ramsay, Paris 1977.  (ISBN 2-85956-030-0)
- Le Guide De La Légitime Défense, Presses de la Cité, 1980.
- Faux chevaliers, vrais gogos ; Enquête sur les faux ordres de chevalerie, J.-C. Godefroy éditeur, 1985  (ISBN 2-86553-040-X)
- La Mafia Jaune En France, Fanval, 1987.  (ISBN 2-86928-507-8)